# 陳昌福
陳昌福（1500年—？），字子隆，號龍江，江西吉安府泰和縣人，軍籍，明朝政治人物。

## 生平
嘉靖四年（1525年）乙酉科江西鄉試第二十三名舉人。嘉靖八年（1529年）中式己丑科會試第一百九十五名，登第三甲第一百四十六名進士。官知县。

## 家族
曾祖陳正諒；祖父陳必弘；父陳主思，母楊氏。慈侍下。從兄陈昌典；陈昌积（嘉靖進士）。弟昌載、昌祉。